# Рана Дагубати
Раманайду Дагубати (на английски: Ramanaidu Daggubati; на телугу: దగ్గుబాటి రానా) по-известен като Рана Дагубати, е индийски киноактьор.

## Биография
Роден е на 14 декември 1984 г. в Мадрас (сега Ченай), щата Тамил Наду в семейство Дагубати Суреш Бабу. Чичо му Вентакеш Дагубати е популярен актьор на Толивуд.
Дебютира в киното с роля във филма „Водач“ през 2010 г. Боливудският му дебют се състои във филма „Dum Maro Dum“
Изиграва Бхалаладева във фантастичния филм „Бахубали: Началото“.

## Избрана филмография
| Година | Филм                              | Роля                |
| ------ | --------------------------------- | ------------------- |
| 2010   | „Водач“                           | Арджун Прасад       |
| 2011   | „Dum Maaro Dum“                   | DJ Джоки Фернандез  |
| 2012   | „Krishnam Vande Jagadgurum“       | Б. Тех. Бабу        |
| 2015   | „Baby“                            | Джай Синх Ратхоре   |
| 2015   | „Бахубали: Началото“              | Бхалаладева         |
| 2015   | Рудрамадеви                       | Чхалукия Вирабхадра |
| 2017   | „The Ghazi Attack“                | Арджун Верма        |
| 2017   | „Бахубали 2: Заключението“        | Бхалаладева         |
| 2017   | „Аз съм кралят и аз съм министър“ | Радха Джогендра     |